# 饶国华
饒國華（1894年12月7日—1937年12月1日），名厥卿，字弼臣，四川省资阳县东乡（今雁江区宝台镇）张家坝人。川军将领，抗日英雄。

《抗戰軍人忠烈錄》（第一輯）中的饒國華烈士遺像

## 生平
1911年辛亥革命中，饒國華加入新军从伙夫，不久升为班长、排长，1917年升至连长，先在川军刘存厚部服役，后转隶于川军第二师刘湘部任连长。在该师军官传习所受训期间，成绩优异，为师长刘湘所倚重。后逐次以战功升任营长、团长。1931年前后，率部驻防重庆地区。1935年10月，饒國華从中國國民革命軍陸軍第一师第二旅旅长升任为第一师师长，后又改任陸軍第一四五师中将师长。
1937年，抗日战争爆发，饒國華主动要求率部抗战。9月21日，第二十一军奉令出川抗日。10月率部步行2000里，11月中旬到达前线。此时，上海、苏州、常州业已失守，日军兵分四路大舉进攻中華民國首都南京，并在海空军掩护下，直趋安徽芜湖，威胁首都南京侧背。國民政府軍事委員會委員長蒋介石立即下令刘湘派第二十三集团军副总司令唐式遵部进驻安徽青阳一带，牵制、阻截从太湖流域进攻南京的日军。唐式遵遂派饶国华第145师镇守广德。不久，无锡、江阴、武进相继失守。11月22日，日军牛岛师团由飞机大砲掩护，由太湖分乘百余艘汽轮、橡皮艇侵入宜兴、长兴，尔後兵分两路准备抢佔泗安，直扑广德。日军用重火器猛烈破坏國軍工事，出动27架飞机轮番轰炸。步兵在重砲、机枪掩护下发动进攻。饒國華指挥第433旅佟毅部在广德前方约60里的泗安佔领阵地，于11月27日与日军展开战鬥。日军依靠装备优势于30日攻陷泗安。与此同时，日军主力沿吴嘉公路直奔广德，饶国华得知后，率领第433旅奔赴广德前方约五里的界牌阻击日军。11月30日黎明，日军向广德一线发起大举进攻，各师阵地均可听到密集枪炮声，尤以饶师所守的界牌方面为最。饶国华親至前线率手枪队督战。日军不断从东洞庭山、西洞庭山调部队增援。在激战中双方均损失惨重，不久，國軍从宣城至广德的铁路干线被日机炸毁，补给中断。左翼刘儒斋团放弃阵地，影响了全局。刘儒斋是唐式遵倚重的亲信，生于1892年3月10日，此战后反从团长晋升旅长，1940年7月19日铨叙陆军少将，1948年1月26日复任陆军少将。左翼被敌突破后，右翼军心亦为之动摇，旅长孟浩然也从前沿阵地上跑了下来。饶国华说：“浩然！此刻是本师存亡关头，决不能再退，应拼命抵抗。”还表示将亲自赶到左翼阵地，督促部队继续扼守，以待救援：“万万不可仓皇溃退，导致全军覆没。”孟浩然重新组织部队抵抗但不久就撤到了公路南面的山区。日军主力奔广德方向长驱直入，奉命退守要隘的戴传薪团尚未部署就绪，日军已至，戴团也向侧面山地转移。饒所部被日军三面合圍。11月30日，日軍佔领广德。饶国华受命组织反攻，但其手中只剩下一营士兵，被日军包围于广德城外的十字铺前进指挥所，日军派使劝降。饶国华写下了三封遗书，其中一封致最高统帅部蒋介石，一封致恩师刘湘，一封留给所辖官兵。在给刘湘的遗书中，饶国华有“刘儒斋不听指挥，以致兵败，职唯有不惜一死，以报甫公（刘湘字甫澄）知遇暨川中父老之情”等语，但他同时也对刘湘将他调离老部队，以致兵败深感遗恨，所以在信的末尾写道：“甫公误我，我误国家！”饶国华沐浴净身，进行焚香祷告，于午夜两点开枪自戕。
此战后，唐式遵举报潘文华观望才导致广德失守。蒋介石当即撤了潘文华的职，让唐式遵来担任第23集团军总司令。

## 临终遗言
「我从七七事变发生之日起，就渴望能到前线杀敌，洗雪国耻，收复失地。八一三事变后，我幸能如愿以偿，奉令出川抗战，引为生平快事。诸君还记得吧，我们离川时，蜀中父老兄弟姐妹曾举行盛大仪式欢送，潘文华军长代表我们川军将士致答词，表示我们一定要血战到底，收复失地，把日本侵略者赶出中国去，做到胜则生，败必死，不成功便成仁。我们要牢记当时的誓言，绝不能在敌人面前屈膝示弱，给中国人丢脸呀！」

## 身後评价
饒将军的遗体由民生公司的"民俭"轮运送回川，途经各地时，均举行了公祭仪式。国民政府在武汉举行追悼大会，并追赠饶国华为陆军上将。饶将军的遗体于1937年12月12日抵达重庆，巴蜀各地设立灵堂，政府各要人，群众团体，各界人士都敬献了花圈和挽联，国民政府军事委员会委员长蒋介石也分别为重庆、成都灵堂撰写对联：
虏骑正披猖，闻鼓鼙而思良将；上都资捍卫，昌锋镝以建奇勋。
秉节之来，捍国卫民方倚舁；存仁而达，唁生吊死倍哀思。
1938年1月23日，其遗骸安葬于四川资阳县甘溪沟。抗日战争中期，成都市中山公园内铸造饶将军的铜像一座，并竖立了由国民政府主席林森题字的「饶上将国华纪念碑」。同年中共方面也对包括饶在内的国军牺牲将士做出积极评价。
饶国华致刘湘的遗书送到正躺在汉口的病榻的刘湘，读完遗书，刘湘特批发恤发三万元。
1983年9月10日被四川省人民政府追认为革命烈士，并拨款修葺了饒國華将军陵墓。

## 逸事
2018年中華民國地方公職人員選舉競選期間，中國國民黨籍高雄市市長候選人韓國瑜，网友留言指韩的容貌酷似抗戰名將饒國華，因而引發討論話題。